# Circeaster americanus
Circeaster americanus är en sjöstjärneart som först beskrevs av A.H.Clark 1916.  Circeaster americanus ingår i släktet Circeaster och familjen ledsjöstjärnor. Inga underarter finns listade i Catalogue of Life.